# Ljubomir Dumičić
Ljubo Dumičić "Ljubić" (Podstrana, 7. siječnja 1920. — Dom na Mosoru, 25. travnja 1943.:402./27. travnja 1943. )hrvatski pripadnik pokreta otpora u Drugome svjetskom ratu i komunist

## Životopis
Rodio se je u Podstrani. Po zanimanju zemljoradnik, hrvatske nacionalnosti. U SKOJ-u i KPJ od 1940. godine.:402. U selu je osnovao partijsku ćeliju u selu i dva aktiva skojevaca. Nakon osovinske okupacije nije se odzvao pozivu za vojsku NDH, nego je prelazi u ilegalnost.
Suorganizator ustanka u Podstrani. U NOB-u aktivni sudionik od početka. Organizirao je prikupljanje oružja i opreme za NOV.:402. Jedan je od osnivača Mosorske partizanske čete u koju je i sam stupio s 15 omladinaca. U nju, tada Prvi mosorski partizanski odred došao je 1. ožujka 1942. i bio je vodni delegat. Obnašao je dužnosti zapovjednika Letećeg mosorskog voda i čete, zapovjednika Mosorskog bataljona i zapovjednika Cetinskog partizanskog odreda.:402. U nekoliko se akcija istakao, poput srpnja 1942., kada je s postrojbom branio položaj Rupotine-Solin i zaustavio planirani prodor Talijana iz Splita preko Sinja ka Livnu. Listopada iste godine vodio je napad na ustaše u selu Kučićima. 4. prosinca iste godine izvukao je ranjenog borca, a uz suradnju s 3. bataljonom 3. dalmatinske brigade iz zasjede napada kod Podstrane talijansku kolonu pri čemu su uništili dva neprijateljska kamiona, a poginula su 42 vojnika i dva časnika. Poginuo je nekoliko dana poslije od nesreće koju je doživio pri ispitivanju ispravnosti improvizirane ručne bombe Mosorke 22. travnja 1943. u Domu na Mosoru. U tom trenutku bio je zapovjednik Cetinskog PO:402. odnosno određen za tu dužnost bio je koncem ožujka 1943. i trebao ju je preuzeti. Improvizirana bomba bila je od vodovodnih cijevi. Eksplodirala mu je u ruci. Preživio je, ali mu je bomba nanijela mnogo rana po tijelu, raznijela desnu ruku, nagradila nogu. Bolničari su sve poduzeli, ali bez uspjeha. Sutradan je došao dr Vanja Tommaseo iz Splita radi pomoći. Rane su se upalile. Liječnik je morao operirati bez narkoze te je steriliziranom, ali običnom pilom za željezo otpilio Dumičiću desnu nogu, a zatim i ruku. Po jednima izvorima umro je 25. travnja,:402. po drugima petog dana nakon nezgode. Pokopan je 27. travnja 1943. u Sitnu Gornjem. Za narodnog heroja proglašen je 24. srpnja 1953. godine.:402.